# Thomas Hicks (lekkoatleta)
Thomas John Hicks (ur. 11 stycznia 1876 w Birmingham, zm. 28 stycznia 1952 w Winnipeg) – amerykański lekkoatleta maratończyk, mistrz olimpijski z Saint Louis.
Urodzony w Wielkiej Brytanii Hicks pracował w Cambridge w stanie Massachusetts jako giser. Zajął 2. miejsce w Maratonie Bostońskim w 1904.
Na igrzyskach olimpijskich 1904 w Saint Louis bieg maratoński był rozgrywany w trudnych warunkach. Trasa biegła w pełnym słońcu, temperatura przekraczała 28 °C, a biegnący zawodnicy i towarzyszące im pojazdy wzbijały tumany kurzu. Jako pierwszy linię mety przebiegł Amerykanin Frederick Lorz. Okazało się jednak, że część trasy przejechał samochodem i został zdyskwalifikowany. Hicks na trasie otrzymał od pomagających mu asystentów dawkę około 1 mg strychniny w białku jajka. Na 32 kilometrze ponownie podano mu strychninę, białko i kilka łyków brandy. Na mecie padł wyczerpany. Kolejna dawka strychniny mogła być śmiertelna. Strychnina jest obecnie zakazana jako środek dopingujący.

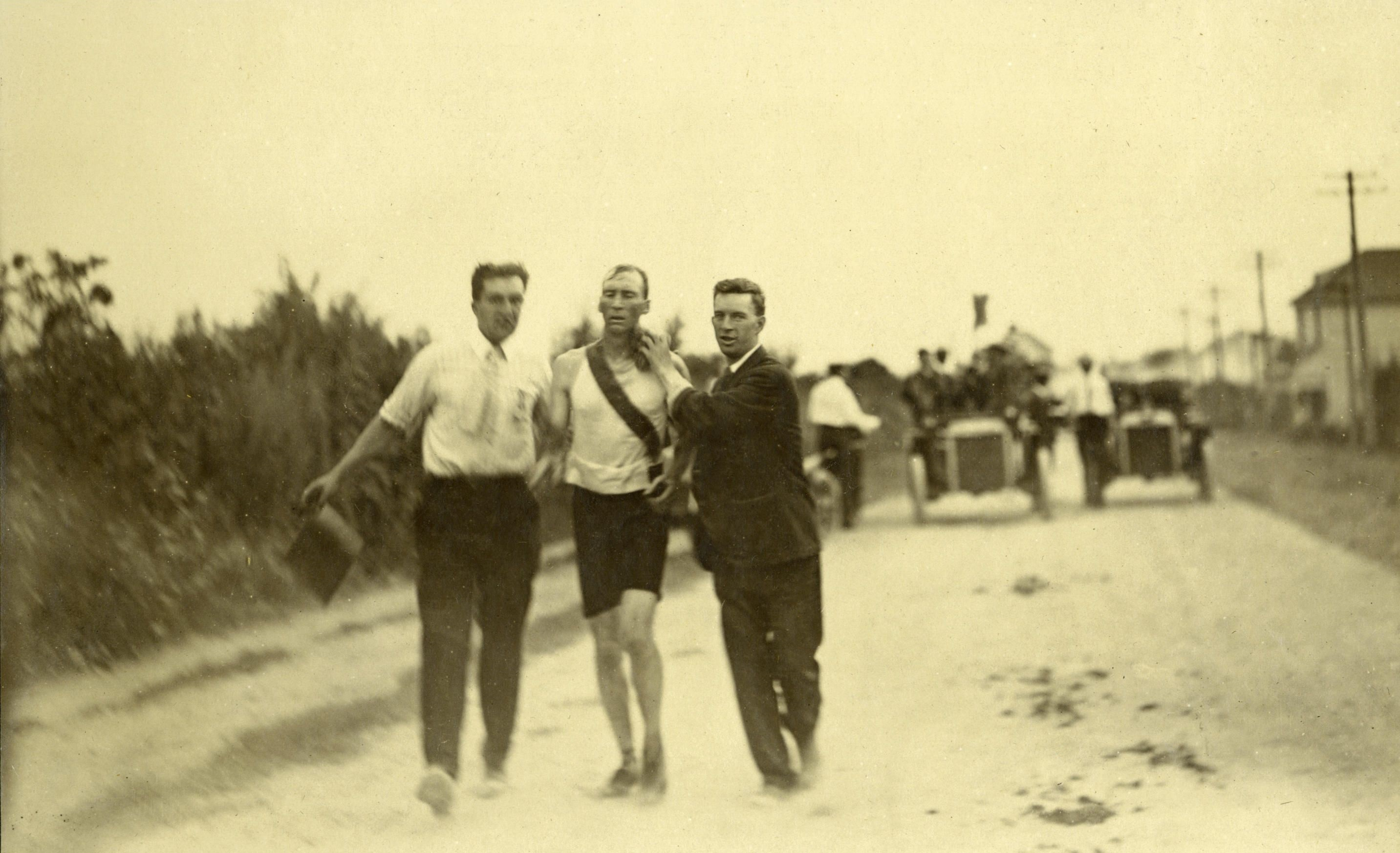
Hicks i pomagający mu asystenci na trasie maratonu na igrzyskach olimpijskich w 1904

Hicks po zdobyciu mistrzostwa olimpijskiego wycofał się z uprawiania sportu.